# 圣斯特凡诺镇
圣斯特凡诺镇（義大利語：Villa Santo Stefano）是意大利弗罗西诺内省的一个市镇。总面积20.27平方公里，人口1756人，人口密度86.6人/平方公里（2009年）。ISTAT代码为060090。